# Joaquim Verdaguer i Caballé
Joaquim Verdaguer i Caballé (Terrassa, 22 de juliol del 1945 - 1r de gener del 2022) fou un historiador i arxivista català de Terrassa, expert en fotografia històrica de la ciutat. Va treballar a l’Arxiu Històric de Terrassa fins que es va jubilar, i va tenir una forta vinculació amb la Fundació Privada Arxiu Tobella durant molts d'anys.
De pare terrassenc i de mare amb orígens a Rossell (Baix Maestrat), Verdaguer es considerava un "santperenc de soca-rel". De formació autodidacta i havent fet diverses feines, un dels interessos més constants que va tenir al llarg de la seva vida fou Sant Pere de Terrassa.
Va morir el 1r de gener del 2022, a 76 anys.

## Obra destacada
- 1992 - El bàsquet a Terrassa (Arxiu Tobella)
- 1996 - Blanca de Centelles (Ajuntament de Terrassa)
- 2000 - Rieres i torrents de Terrassa (Fundació Mina d'Aigües de Terrassa)
- 2012-2022 - Blog de Joaquim Verdaguer, recull dels seus articles

## Premis
- 2006 - Premis Calassanç Ciutat de Terrassa per Via fora (2n Premi de Narració Curta)
- 2015 - Premi Terrassenc de l'Any